# Fåframtandade pungdjur
Fåframtandade pungdjur (Diprotodontia) är en ordning i djurgruppen pungdjur. Arterna i ordningen har i underkäken endast två framtänder. Med ungefär 140 arter är ordningen den artrikaste gruppen pungdjur. De flesta arterna i ordningen lever i Australien och på tillhörande öar, men några arter även på Nya Guinea eller andra öar i Sydostasien och Oceanien.

## Kännetecken
Arterna i ordningen skiljer sig från andra pungdjur genom konstruktionen av tänderna samt av benen i foten. Det vetenskapliga namnet Diprotodontia betyder "två första tänder" och syftar på att två stora framtänder är dominerande i underkäken. I underkäken kan dessutom finnas ytterligare ett par mindre framtänder. I överkäken har de oftast 6 framtänder (med undantag av familjen vombater). Den andra och tredje tån av de bakre extremiteterna är vanligen sammanvuxna.
Av de nu levande medlemmarna hittas de minsta i familjen dvärgflygfalanger med en vikt mindre än 15 gram. Den största arten, röd jättekänguru, kan väga upp till 90 kg. Utdöda medlemmar som släktet Diprotodon blev till och med 2 800 kg tunga.
I familjerna flygpungekorrar, ringsvanspungråttor och dvärgflygfalanger finns arter med en flygmembran. En svansflyghud saknas däremot.

## Föda
De flesta medlemmarna i ordningen är växtätare. Vissa arter är specialiserade på insekter och snabelpungdjur på nektar. Några arter äter ibland smärre ryggradsdjur.

## Fortplantning
Dräktigheten är kort och det nyfödda ungdjuret är underutvecklade och måste fortsätta sin tillväxt i pungen. Hos de flesta arter i ordningen har honorna bra utvecklade pungar (Marsupium). En annan specialitet som förekommer hos flera familjer i ordningen (till exempel hos kängurudjur) är att det befruktade ägget vilar en tid. Honan parar sig kort före eller efter födelsen av det förra ungdjuret på nytt. Embryot ökar bara till cirka 100 celler och vilar sedan. Först när det äldre syskonet lämnar pungen (eller när den dör) fortsätter embryots utveckling. På så sätt minskas tiden mellan födelsen och honor har tre ungar samtidig: ett i uterus, ett i pungen och ett utanför pungen.
De flesta medlemmar av ordningen kan leva mellan 6 och 14 år. Ett undantag är snabelpungdjur som sällan lever längre än ett år.

## Systematik
Ordningen delas enligt Wilson & Reeder (2005) i tre underordningar med tillsammans 11 familjer.
- Macropodiformes
  - Myskkänguruer (Hypsiprymnodontidae)
  - Råttkänguruer (Potoroidae)
  - Kängurudjur (Macropodidae)
- Phalangeriformes
  - Dvärgpungsovare (Burramyidae)
  - Klätterpungdjur (Phalangeridae)
  - Flygpungekorrar (Petauridae)
  - Ringsvanspungråttor (Pseudocheiridae)
  - Dvärgflygfalanger (Acrobatidae)
  - Snabelpungdjur (Tarsipedidae)
- Vombatiformes
  - Koalor (Phascolarctidae)
  - Vombater (Vombatidae)

Det finns fossil från sex andra släkten; bland annat punglejon (Thylacoleonidae). Fram till pleistocen fanns ett släkte Diprotodon med de största pungdjuren som är kända.

### Kladogram
Enligt aktuell kännedom utvecklade sig ordningens familjer efter följande kladogram:
```
Diprotodontia

 |
 |-Vombatiformes
 |   |-
Koala
 (Phascolarctidae)
 |   |-Vombatoidea
 |       |-
Diprotodon
 † (Diprotodontidae)
 |       |-
Vombater
 (Vombatidae)
 |
 |-N.N.
     |-Macropodiformes eller Macropodoidea
     |   |-
Myskkänguru
 (Hypsiprymnodontidae)
     |   |-N.N.
     |      |-
Råttkänguruer
 (Potoroidae)
     |      |-
Kängurudjur
 (Macropodidae)
     |
     |-Phalangeriformes
       |-Phalangeroidea
       |  |-
Klätterpungdjur
 (Phalangeridae)
       |  |-
Dvärgpungsovare
 (Burramyidae)
       |
       |-Petauroidea
          |-
Ringsvanspungråttor
 (Pseudocheiridae)
          |--N.N.
              |-
Flygpungekorrar
 (Petauridae)
              |--N.N.
                  |-
Snabelpungdjur
 (Tarsipedidae)
                  |-
Dvärgflygfalanger
 (Acrobatidae)
```